# Abdij van Sankt Emmeram
De Abdij van Sankt Emmeram of Abdij van Sint-Emmeren in Regensburg was een tot de Beierse Kreits behorende vorstelijke abdij binnen het Heilige Roomse Rijk.
De benedictijnenabdij van Sankt Emmeram was gelegen binnen de muren van de rijksstad Regensburg. De abdij kon zich na de afscheiding van het prinsbisdom Regensburg langzaam juridisch onafhankelijk maken. Koning Adolf verleende de abdij in 1295 de regalia, wat de basis was om rijksvrij te worden. 
In 1731 verhief keizer Karel VI de abt tot rijksvorst.
Paragraaf 25 van de Reichsdeputationshauptschluss van 25 februari 1803 voegt de abdij bij een nieuwe staat: het vorstendom Regensburg, dat weer deel uitmaakt van het keurvorstendom van de aartskanselier. 
In een verdrag van 16 februari 1810 met Frankrijk staat de keurvorst (die inmiddels sinds 1806 de titel vorst-primaat draagt) het vorstendom Regensburg en dus ook de voormalige abdij Sankt Emmeram af aan Frankrijk, dat het vervolgens afstaat aan het koninkrijk Beieren.